# أندرياس ستيليانو
أندرياس ستيليانو (باليونانية: Ανδρέας Στυλιανού)‏ هو لاعب كرة قدم قبرصي في مركز الهجوم، ولد في 23 يناير 1942 في بافوس في قبرص. شارك مع منتخب قبرص لكرة القدم. أما مع النوادي، فقد لعب مع نادي أبويل.

## وصلات خارجية
- أندرياس ستيليانو على موقع قاعدة بيانات كرة القدم.إي يو (الإنجليزية)
- أندرياس ستيليانو على موقع قاعدة بيانات كرة القدم.إي يو (الإنجليزية)
- أندرياس ستيليانو على موقع ناشيونال فوتبول تيمز (الإنجليزية)